# BBC Knowledge (nemzetközi)
A BBC Knowledge a BBC nemzetközi csatornája volt, amely dokumentumfilmeket és nem-fikciós, de szórakoztató műsorokat is sugározott. Kizárólagosan a BBC Worldwide tulajdonában állt. A csatorna nevén kívül nem állt kapcsolatban az előző, azonos nevű változatával, amely az angol digitális korszak elején sugárzott. A régi angol csatornát a BBC Four és a CBeebies váltotta fel 2002-ben.
A csatorna 2013. január 1-jén indult el Magyarországon, kommunikációs feladatait 2013. áprilistól a megszűnésig, a Grayling Hungary látta el.

## Indulásai
Az csatorna első nemzetközi változata Szingapúrban indult el a Mio TV IPTV szolgáltatóján.
Ugyanennek az évnek októberében indult el Hongkongban a Now TV szolgáltatónál és a Polsat Cyfrowy digitális műholdon.
Decemberben Lengyelországban, majd 2008 áprilisában Indonéziában, 2008 szeptemberében Dél-Afrikában vette kezdetét a műsorok sugárzása.
Skandináviában pedig a Canal Digital-on lehetett nézni 2008 novemberétől.
2009 júniusában pénzhiányra hivatkozva, a Mio TV-nél megszüntette sugárzását, de ugyanennek az évnek augusztusában folytatta sugárzását a StarHub TV-nél.
2009. október 19-én a Cable TV Hong Kong-nál indult el.
Új-Zélandon 2011 márciusában kezdett sugározni a megszűnt Documentary Channel sávján.
Olaszországban adását 2011 márciusában kezdte meg el. Normál-felbontásban Mediaset Premium-nál lehet elérni.
Hazánkban és Romániában pedig a Diginél volt fogható 2014-től.

## BBC Earth
A Magyarországon kizárólag a Diginél fogható BBC Knowledge-et 2015. április 14-én felváltotta a BBC Earth, mely HD minőségben is elérhető. A műsorkínálat keveset változott.

## Fordítás
- Ez a szócikk részben vagy egészben  a   BBC Knowledge (international) című angol Wikipédia-szócikk fordításán alapul.  Az eredeti cikk szerkesztőit annak laptörténete sorolja fel. Ez a jelzés csupán a megfogalmazás eredetét és a szerzői jogokat jelzi, nem szolgál a cikkben szereplő információk forrásmegjelöléseként.